# Districte de Gurgaon
El  districte de Gurgaon (hindi गुड़गांव) és una divisió administrativa d'Haryana a l'Índia. La superfície és de 1253 km² i la població de 870.539 habitants (2001). La capital és Gurgaon.
Administrativament formen el districte dos subdivisions (North Gurgaon i South Gurgaon) i cinc tehsils:
- Sohna
- Gurgaon
- Pataudi
- Farrukhnagar
- Manesar

I 4 blocs de desenvolupament:
- Gurgaon
- Sohna
- Farukh Nagar
- Pataudi

I ha quatre municipis: Gorgaon, Sohna, Pataudi i Haily Mandi. El total de pobles és de 291.
El territori, com tot el Mewat, fou part antigament del regne rajput dels jadivansi o jadons que foren derrotats el 1196 per Muizz al-Din Muhammad de Ghur però encara van lluitar durant dos segles més. Durant l'època musulmana el país és esmentat com a Mewat o país dels meos, ismaïlites del nord-oest de l'Índia; aquestos meos feien incursions que arribaven fins a Delhi i com a revenja expedicions de càstig es feien a les seves terres pels sultans del Delhi. Sota Firuz Shah Tughluk (1351-1388) els jadons es van convertir a l'islam i Bahadur Khan va participar activament a les lluites que van seguir la invasió de Tamerlà el 1399. La dinastia khanzada va governar una part del Mewat de manera independent a Delhi des de vers el 1400 fins al segle xvi quan Baber va envair la zona i la nissaga va entrar en ràpida decadència.
Durant la decadència dels mogols es van formar alguns estats, sent els principals el de Farrukhnagar, sota un nawab o virrei, el 1732; el de Ghasera (a la zona central); el de Rewari (una dinastia ahir amb fortaleses a Gokulgarh i Guraora; i el raja jat Suraj Mal de Bharatpur que va governar el sud (després va conquerir Ghasera i Farrukhnagar però a la seva mort el 1763 els nawabs de Farrukhnagar van recuperar el poder, i altres territoris van retornar a l'imperi conquerits per Najaf Kuli Khan). Durant l'hegemonia dels marathes a l'imperi, la major part del districte va estar sota autoritat dels generals de Boigne, Perron i Bourquin. La Begam Sinuru va dominar la pargana de Jhaisa, i George Thomas, l'aventurer britànic, la de Firozpur (assignada el 1793); Thomas va saquejar Gurgaon però va perdre aquesta part dels seus dominis el 1794 mentre a Rewari el raja ahir Tej Singh, es va consolidar al poder amb ajut dels marathes.
El 1803, després de les victòries de Lord Lake, la major part del territori va passar als britànics pel tractat de Surji Arjungaon amb Sindhia. La ciutat fou ocupada per la cavalleria encarregada de vigilar l'exèrcit de la begum Samru de Sirdhana, el principal quarter de la qual era Jharsa, a 1.5 km al sud-est. Els britànics van dividir la zona en parganes que foren concedides a petits caps com a jagirs pels serveis militars que oferien. Els jagirs foren progressivament recuperats pels britànics; el Raja de Bhartpur (Bhurtpore) va dominar Rewari i Bhasra però la concessió li fou revocada ja el 1804 quan va esclatar la guerra de Bhartpur. El 1808 Rewari, Nuh, Bahora i Sohna (aquestes dues del general Perron) van passar als britànics i es va formar el districte de Bharawas on es va establir l'administració civil (tehsil de Rewari) però el 1816 es va traslladar a Gargaon. Posteriorment diversos estats van quedar sense hereus directes i van passar als britànics conforme a l'establert als sanads de possessió, amb especial esment de les annexions d'Hodal i Pahval, després de les quals la capital es va traslladar a Gurgaon (1816), i (1836) l'annexió de Firozpur-Jhirka, expropiat als seu nawab per haver participat en la mort de William Fraser, comissionat de Delhi; al mateix temps Jharsa va revertir als britànics al morir la begum Sumru (1835). El 1832 fou integrat a les Províncies del Nord-oest. la darrera annexió rellevant fou el 1858 amb els territoris del nawab de Farukhnagar confiscats per haver donat suport a la revolta. En aquesta també van participar els meos, i els rebels van dominar Gurgaon i tot el districte que no fou recuperat fins després de la reconquesta de Delhi.
Llavors (1858) el districte fou transferit de les Províncies del Nord-oest al Panjab i el 1861 es va reorganitzar el districte amb cinc tehsils: Gurgaon, F. P. Jhirka, Nuh, Palwal i Rewari.
La superfície aleshores era d'uns 5139 km² i estava format per 8 ciutats i 1171 pobles. La població era:
- 1868: 689.034
- 1881: 641.848
- 1891: 668.929
- 1901: 746.208

Administrativament el 1901 el formaven el tehsils de Gurgaon, Firozpur, Nuh, Palwal i Rewari. Les municipalitats eren Rewari, Farrukhnagar, Palwal, Firozpur-Jhirka, Sohna i Hodal, i llavors Gurgaon, tot i que capital, no era municipi. El tahsil de Gurgaon tenia una àrea de 1070 km² i la població (1901) era de 125.760 habitants, i incloïa les ciutats de Gurgaon (4.765 habitants), Sohna (6.024) i Farrukhnagar (6.136) i 207 pobles.
El 1912 li fou agregat la major part del tehsil de Ballabgarh (del districte de Delhi) apujant el nombre de tehsils a 6. El 1950 9 pobles (incloent Shahjahanpur) foren agregats al Rajasthan però el districte va incorporar l'estat de Pataudi i va rebre dos pobles del Rajasthan i 78 de la Unió d'Estats de Patiala i el Panjab Oriental (PEPSU); el 1972 el tehsil de Rewari fou separat de Gurgaon i incorporat al districte de Mahendergarh; el 1974 es van segregar 34 pobles del tehsil del Palwal. El 15 d'agost de 1979 el districte es va dividir i es va formar el nou districte de Faridabad amb els tehsils de Ballabgarh i Palwal. El districte llavors es va reorganitzar en 9 blocs: Tauru, Nuh, Pataudi, Nagina, Punhana, F. P. Jhirka, Sohna, Gurgaon i Farrukhnagar.

## Jaciments arqueològics
- Palwal
- Hodal
- Farrukhnagar
- Firozpur-Jhirka
- Rewari.